# ماتیو بریگز
ماتیو بریگز (انگلیسی: Matthew Briggs؛ زادهٔ ۶ مارس ۱۹۹۱) یک بازیکن فوتبال اهل بریتانیا است.